# 14 mars en sport
14 février 14 avril
Chronologies thématiques
- Croisades
- Ferroviaires
- Disney

Le 14 mars (73e jour de l'année ou 74e en cas d'année bissextile) en sport.

## Événements

### XVIIIesiècle
- 1739 :
  - (Calcio florentin) : dernière grande partie de Calcio donnée à l’occasion de la visite à Livourne de Frédéric Ier de Lorraine et de l'archiduchesse d'Autriche Marie-Thérèse.

### XIXesiècle
- 1850 :
  - (Omnisports) : Loi Falloux concernant l’éducation physique facultative en milieu scolaire en France[1].
- 1860 :
  - (Baseball) : conception de la fameuse casquette de baseball : la baseball cap.
- 1874 :
  - (Football) : finale de la 3e FA Challenge Cup, Oxford University AFC bat Royal Engineers AFC 2-0, devant 2 000 spectateurs au Kennington Oval (Londres).
- 1881 :
  - (Football) : à Wrexham (Racecourse Ground), l'Écosse s'impose 5-1 face au Pays de Galles devant 1 500 spectateurs.
- 1882 :
  - (Cricket) : quatrième et dernier des test-matchs de la tournée australienne de l’équipe anglaise. Match nul entre les deux équipes : l’Australie remporte la série par 2-0.
- 1885 :
  - (Football) :
    - à Blackburn (Leamington Road), le Pays de Galles et l'Angleterre font match nul : 1-1 devant 7 500 spectateurs.
    - à Glasgow (Hampden Park), l'Écosse s'impose 8-2 face à l'Irlandedevant 5 000 spectateurs.
- 1886 :
  - (Boxe) : à Larchmont, aux États-Unis, dans l'État de New York, le boxeur irlandais Jack (Nonpareil) Dempsey bat par KO George LaBlanche et devient champion des Amériques[2].
- 1894 :
  - (Football) : Everton FC (14 victoires, 1 nul et 7 défaites) est sacré champion d’Angleterre de football.
- 1899 :
  - (Hockey sur glace) : les Shamrocks de Montréal remportent la Coupe Stanley.

### XXesièclede1951à2000
- 1975 :
  - (Natation) : Kornelia Ender bat le record du monde du 200 m nage libre en 2 min 2,27 s.
- 1976 :
  - (Rallye automobile) : arrivée du Rallye du Portugal.
  - (Ski alpin) : le jeune suédois Ingemar Stenmark, qui n'a pas encore célébré ses 20 ans, remporte la Coupe du monde.
- 1993 :
  - (Athlétisme) : Dan O'Brien porte le record du monde indoor de l'heptathlon à 6 476 points.
  - (Formule 1) : Grand Prix automobile d'Afrique du Sud.
- 1998 :
  - (Athlétisme) : Emma George porte le record du monde du saut à la perche féminin à 4,58 mètres.

### XXIesiècle
- 2004 :
  - (cyclisme) : l'Allemand Jörg Jaksche remporte la course à étapes Paris-Nice.
- 2007 :
  - (voile) : à La Réunion, la navigatrice française Maud Fontenoy achève un tour du monde à contre-courant.
- 2010 :
  - (Formule 1) : Grand Prix de Bahreïn.
- 2014 :
  - (Jeux paralympiques) : à Sotchi, 7e jour de compétition. Voir - 14 mars aux Jeux paralympiques d'hiver de 2014
- 2017 :
  - (Cyclisme sur route /Édition de l'UCI World Tour) : le Colombien Nairo Quintana remporte Tirreno-Adriatico 2017 devant le Britannique Rohan Dennis et le Français Thibaut Pinot.
- 2020 :
  - (Biathlon /Coupe du monde) : victorieux de la poursuite de Kontiolahti en Finlande, le Français Martin Fourcade dit au revoir de la plus belle des manières possibles au biathlon en remportant la poursuite devant ses compatriotes Quentin Fillon Maillet et Émilien Jacquelin. Il laisse néanmoins le gros globe de cristal au Norvégien Johannes Thingnes Bø, 4e de la course[3].
  - (Cyclisme sur route /Édition de l'UCI World Tour) : l'Allemand Maximilian Schachmann remporte la 78e édition de Paris-Nice, écourtée exceptionnellement en raison du coronavirus à l'issue de la 7e étape gagnée par le Colombien Nairo Quintana au Col Saint-Martin.
  - (Sport de glace /FFSG) : Nathalie Péchalat est élue présidente de la Fédération française des sports de glace à la suite de la démission de Didier Gailhaguet[4].

## Naissances

### XIXesiècle
- 1850 :
  - Francis Birley, footballeur anglais. (2 sélections en équipe nationale). († 1er août 1910).
- 1886 :
  - Firmin Lambot, cycliste sur route belge. Vainqueur des Tours de France 1919 et 1922. (†  19 janvier 1964).

### XXesièclede1901à1950
- 1907 :
  - Georges Meuris, footballeur puis entraîneur français (1 sélection en équipe de France, † 8 septembre 1984).
- 1914 :
  - Abdel-Kader Abbes, cycliste sur route français († ?).
  - Lee Petty, pilote de courses automobile américain († 5 avril 2000).
- 1920 :
  - Dorothy Tyler, athlète de sauts britannique, médaillée d'argent de la hauteur aux Jeux de Berlin de 1936 puis aux Jeux de Londres de 1948 († 25 septembre 2014).
- 1921 :
  - Lis Hartel, cavalière de dressage danoise, médaillée d'argent du dressage individuel aux Jeux d'Helsinki de 1952 et aux Jeux décalés de Stockholm en 1956 († 12 février 2009).
- 1922 :
  - Gerald Tucker, basketteur puis entraîneur américain. Sélectionneur de l'équipe championne olympique aux Jeux de Melbourne 1956. († 29 mai 1979).
- 1926 :
  - Calixte Pianfetti, hockeyeur sur glace puis arbitre français († 1er juillet 2008).
- 1931 :
  - Saïd Brahimi, footballeur puis entraîneur franco-algérien (2 sélections en équipe de France, † 27 décembre 1997).
  - Claude Teisseire, joueur de rugby à XIII puis entraîneur et arbitre français. (17 sélections en équipe de France). († 16 juillet 2025
- 1933 :
  - Georges Lamia, footballeur français (7 sélections en équipe de France, † 10 mars 2014).
- 1936 :
  - Bob Charles, golfeur néo-zélandais. Vainqueur de l'Open britannique 1963.
  - Maryan Synakowski, footballeur français. (13 sélections en équipe de France).
- 1943 :
  - Bernd Patzke, footballeur allemand. (24 sélections en équipe nationale).
  - Cosimo Pinto, boxeur italien. Champion olympique des -81 kg aux Jeux de Tokyo 1964.
- 1946 :
  - José Guilherme Baldocchi, footballeur brésilien. Champion du monde de football 1970. (1 sélection en nationale).
  - Wes Unseld, basketteur américain. (9 sélections en équipe nationale).
- 1948 :
  - Bernd Stange, footballeur puis entraîneur est-allemand puis allemand. Sélectionneur de l'Équipe d'Allemagne de l'Est de 1984 à 1988, de l' équipe d'Oman en 2001, de l'équipe d'Irak de 2002 à 2004, de l'équipe de Biélorussie de 2007 à 2011, de l'équipe de Singapour de 2013 à 2016 et de l'équipe de Syrie de 2018 à 2019.

### XXesièclede1951à2000
- 1951 :
  - Fernando Viola, footballeur italien. († 5 février 2001).
- 1953 :
  - Dan Niculescu, basketteur roumain.
- 1956 :
  - Tessa Sanderson, athlète de lancers britannique. Championne olympique du javelot aux Jeux de Los Angeles 1984.
- 1958 :
  - Albert Grimaldi, bobeur puis dirigeant sportif et prince héréditaire monégasque. Membre du CIO depuis 1985. Prince souverain de Monaco depuis le 6 avril 2005.
- 1960 :
  - Bruno Heubi, athlète de grand fond français.
  - Kirby Puckett, joueur de baseball américain. († 6 mars 2006).
- 1962 :
  - Bruno Bellone, footballeur français. Champion d'Europe de football 1984. (34 sélections en équipe de France).
- 1964 :
  - Philippe Louviot, cycliste sur route français.
- 1965 :
  - Kevin Brown, joueur de baseball américain.
- 1967 :
  - Pablo Correa, footballeur puis entraîneur franco-uruguayen.
- 1969 :
  - Larry Johnson, basketteur américain. Champion du monde de basket-ball 1994. (8 sélections en équipe nationale).
- 1973 :
  - Mohamed Messaoudi, handballeur tunisien. Vainqueur de la Coupe d'Afrique des vainqueurs de coupe 2001.
- 1974 :
  - Gonzalo Longo, joueur de rugby à XV argentin. (51 sélections en équipe nationale).
  - Patrick Traverse, hockeyeur sur glace canadien. (8 sélections en équipe nationale).
- 1976 :
  - Phil Vickery, joueur de rugby à XV anglais. Champion du monde de rugby à XV 2003. Vainqueur du Tournoi des six nations 2000 et 2001, du Challenge européen 2006 et de la Coupe d'Europe de rugby à XV 2007. (73 sélections en équipe nationale).
- 1977 :
  - Naoki Matsuda, footballeur japonais. Champion d'Asie de football 2000 et 2004. (40 sélections en équipe nationale). (†  4 août 2011).
- 1978 :
  - Pieter van den Hoogenband, nageur néerlandais. Champion olympique du 100 et 200m nage libre et médaillé de bronze du 50m et 4×200m nage libre aux Jeux de Sydney 2000 puis champion olympique du 100m nage libre, médaillé d'argent du 200m et du 4×100m nage libre aux Jeux d'Athènes 2004.
- 1979 :
  - Nicolas Anelka, footballeur français. Champion d'Europe de football 2000. Vainqueur de la Ligue des champions 2000. (69 sélections en équipe de France).
- 1980 :
  - Érik Boisse, épéiste français. Champion olympique par équipes aux Jeux d'Athènes 2004. Champion du monde d'escrime à l'épée par équipe 2005, 2006 et 2007. Champion d'Europe d'escrime à l'épée par équipes 2002.
- 1981 :
  - Bobby Jenks, joueur de baseball américain. († 4 juillet 2025).
- 1982 :
  - François Sterchele, footballeur belge. (4 sélections en équipe nationale). (†  8 mai 2008).
- 1983 :
  - Boris Elisabeth-Mesnager, basketteur français.
- 1984 :
  - Taj Gray, basketteur américain.
  - Andrej Tavželj, hockeyeur sur glace slovène.
- 1986 :
  - Matthias Bieber, hockeyeur sur glace suisse.
- 1987 :
  - Aravane Rezaï, joueuse de tennis iranienne puis française.
- 1988 :
  - Stephen Curry, basketteur américain. Champion du monde de basket-ball 2010 et 2014. (17 sélections en équipe nationale).
- 1989 :
  - Levani Botia, joueur de rugby à XV et à VII fidjien. (11 sélections avec l'Équipe des Fidji de rugby à XV et 44 avec l'Équipe des Fidji de rugby à sept).
  - Kevin Lacroix, pilote de courses automobile canadien.
  - Patrick Patterson, basketteur américain.
- 1990 :
  - Jolien D'Hoore, cycliste sur piste et sur route belge. Médaillée de bronze de l'omnium aux Jeux de Rio 2016. Championne du monde de cyclisme sur piste de l'américaine 2017.
  - Kolbeinn Sigþórsson, footballeur islandais. (48 sélections en équipe nationale).
- 1991 :
  - Axel Bourlon, haltérophile handisport français. Médaillé d'argent des -54kg aux Jeux de Tokyo 2020.
  - Walter Kannemann, footballeur argentin.
  - Frans Malherbe, joueur de rugby à XV sud-africain. Champion du monde de rugby à XV 2019. Vainqueur du The Rugby Championship 2019. (32 sélections en équipe nationale).
  - Tyrus McGee, basketteur américain.
- 1992 :
  - Youcef Belaïli, footballeur algérien. Champion d'Afrique des nations de football 2019. (54 sélections en équipe nationale).
  - Marcel Noebels, hockeyeur sur glace allemand. Médaillé d'argent aux Jeux de Pyeongchang 2018.
- 1993 :
  - Anthony Bennett, basketteur canadien. Vainqueur de l'Euroligue 2017.
  - Toddrick Gotcher, basketteur américain.
  - Jonathan Miller, hockeyeur sur glace américain.
  - Deborah Nunes, handballeuse brésilienne. Championne du monde de handball féminin 2013. (16 sélections en équipe nationale).
  - Renaud Ripart, footballeur français.
- 1994 :
  - Jonny Gray, joueur de rugby à XV écossais. (42 sélections en équipe nationale).
- 1995 :
  - Mathias Le Turnier, cycliste sur route français.
- 1996 :
  - Kévin Guitoun Van Den Kerkhof, footballeur franco-algérien. (8 sélections avec l'équipe d'Algérie).
  - Moa Högdahl, handballeuse norvégienne. (5 sélections en équipe nationale).
- 1997 :
  - Simone Biles, gymnaste américaine. Championne olympique des concours généraux individuel et par équipes, du saut de cheval et du sol puis médaillé de bronze de la poutre aux Jeux de Rio 2016. Championne du monde de gymnastique artistique du concours général individuel et du sol 2013 puis championne du monde de gymnastique artistique du concours général individuel et par équipes ainsi que de la poutre et du sol 2014 et 2015 puis du concours général individuel et par équipes ainsi que du saut de cheval et du sol 2018.
  - Fashion Sakala, footballeur zambien. (31 sélections en équipe nationale).

### XXIesiècle
- 2002 :
  - Marek Icha, footballeur tchèque.

## Décès

### XXesièclede1901à1950
- 1925 :
  - Walter Camp, 65 ans, joueur américain de football américain, entraîneur et codificateur des règles. (° 7 avril 1859).
- 1934 :
  - John McPherson, 79 ans, footballeur écossais. (° ? 1855).
- 1937 :
  - Henri Moigneu, 50 ans, footballeur français. (9 sélections en équipe de France). (° 9 mars 1887).

### XXesièclede1951à2000
- 1955 :
  - Jenő Fuchs, 72 ans, sabreur hongrois. Champion olympique du sabre individuel et par équipes aux Jeux de Londres 1908 et aux Jeux de Stockholm 1912. (° 29 octobre 1882).
- 1957 :
  - Eugenio Castellotti, 27 ans, pilote de courses automobile italien. (° 10 octobre 1930).
- 1958 :
  - Alexandre Tuffèri, 81 ans, athlète de saut franco-grec. Médaillé d'argent du triple-saut aux Jeux d'Athènes 1896. (° 8 juin 1876).
- 1960 :
  - Lucien Cognet, 50 ans, joueur international français de rugby à XV (5 sélections en équipe nationale). (° 22 mai 1909).
  - Ioannis Georgiadis, 83 ans, sabreur grec. Champion olympique en individuel aux Jeux d'Athènes 1896. (° 29 mars 1876).
- 1994 :
  - Serge Blusson, 65 ans, cycliste sur piste et sur route français. Champion olympique de la poursuite par équipes aux Jeux de Londres 1948. (° 7 mai 1928).
- 1998 :
  - Leo Sotorník, 71 ans, gymnaste artistique tchécoslovaque. Médaillé de bronze du saut de cheval aux Jeux olympiques d'été de 1948 puis champion du monde de la même discipline en 1954. (° 11 avril 1926).

### XXIesiècle
- 2007 :
  - Roger Beaufrand, 98 ans, cycliste sur route et sur piste français. Champion olympique de la vitesse individuel aux Jeux d'Amsterdam 1928. (° 25 septembre 1908).
- 2011 :
  - Eduard Gushchin, 70 ans, athlète de lancers de poids soviétique puis russe. Médaillé de bronze aux Jeux de Mexico 1968. (° 27 juillet 1940).
- 2013 :
  - Mirja Hietamies, 82 ans, fondeuse finlandaise. Médaillée d'argent du 10km aux Jeux d'Oslo 1952 puis championne olympique du relais 3×5km aux jeux de Cortina d'Ampezzo 1956. (° 7 janvier 1931).
- 2015 :
  - Klaus Ulonska, 72 ans, athlète et dirigeant allemand. Champion d'Europe du relais 4 × 100 m en 1962. (° 14 mars 2015).